# Gland (stacja kolejowa)
Gland (fra: Gare de Gland) – stacja kolejowa w Gland, w kantonie Vaud, w Szwajcarii. Znajduje się na linii kolejowej Lozanna – Genewa.

## Historia
Stacja Gland została otwarta w 1858 r. wraz z oddaniem do eksploatacji linii Morges - Coppet linii Genewa - Lozanna..

## Linie kolejowe
- Lozanna – Genewa